# Boubara
Boubara est une localité du Cameroun située dans la région de l'Est et le département de la Kadey, à la frontière avec la République centrafricaine. Elle fait partie de la commune de Kette.

## Population
En 1965, Boubara comptait 1 924 habitants, principalement des Baya. Lors du recensement de 2005, on y a dénombré 4 380 personnes.

## Infrastructures
Boubara dispose d'un centre de santé (CSI), d'un poste agricole, d'un poste antenne, d'un poste vétérinaire, d'une école publique, d'une école et d'une mission adventistes, d'une exploitation de diamant. Boubara dispose également un lycée, d'une gendarmerie et d'un poste de police.